# Cantó d'Argueil
El cantó d'Argueil és un cantó francès del departament del Sena Marítim, situat al districte de Dieppe. Té 14 municipis i el cap és Argueil.

## Municipis
- Argueil
- Beauvoir-en-Lyons
- La Chapelle-Saint-Ouen
- Croisy-sur-Andelle
- La Feuillie
- Fry
- La Hallotière
- La Haye
- Hodeng-Hodenger
- Mésangueville
- Le Mesnil-Lieubray
- Morville-sur-Andelle
- Nolléval
- Sigy-en-Bray

## Història
| Data d'elecció                           | Identitat         | Partit          | Qualitat |
| ---------------------------------------- | ----------------- | --------------- | -------- |
| 1951-1958                                | M. Mouchard       | Rad.            |          |
| 1958-1964                                | Jacques Patin     | Sense etiqueta  |          |
| 1964-2001                                | Henri Binet       | RI, després UDF |          |
| 2001-2008                                | Michel Cordonnier | Divers droite   |          |
| 2008-                                    | Daniel Buquet     | Divers gauche   |          |
| les dades anteriors no són pas conegudes |                   |                 |          |
|                                          |                   |                 |          |

## Demografia
| A partir de 1990: Població sense dobles comptes |